# Сабіт Хаджич
Сабіт Хаджич (7 серпня 1957 — 3 березня 2018) — боснійський баскетболіст.
Бронзовий призер Олімпійських ігор 1984 року.